# 人性污點
《人性污點》（英語：The Human Stain）是一部2003年的美国劇情片，由罗伯特·本顿执导。其剧本由尼古拉斯·迈耶编写，改编自菲利普·罗斯的同名小说。影片由安東尼·霍普金斯、妮可·基嫚、蓋瑞·辛尼茲和艾德·哈里斯主演。

## 劇情
20世纪90年代末，作家内森·祖克曼（Nathan Zuckerman）在第二次离婚和与前列腺癌抗争后，在新英格蘭的一座湖边小屋安顿下来。他平静的生活被科尔曼·西尔克打断。科尔曼曾是当地雅典娜学院的院长和古典文学教授，因被指控在课堂上发表种族主义言论而被迫辞职。丑闻发生后，科尔曼的妻子突然去世，他希望在内森的帮助下写一本书，为自己失去事业和伴侣而复仇。
科尔曼与一个名叫福尼亚·法利的年轻女子发生婚外情，这个计划便被搁置了。福尼亚是个半文盲，靠打零工（包括在学院里）维持生计。他们的关系受到那些曾迫使科尔曼辞职的教职员工以及福尼亚的前夫莱斯特的威胁。莱斯特是一名精神不稳定的越南战争老兵，他因孩子在事故中死亡而責怪她。科尔曼生活的回忆片段向观众揭示了他的秘密：他是一名非洲裔美国人，在成年后的大部分时间里都“蒙混”成犹太白人。

## 演員
- 安東尼·霍普金斯 饰 科尔曼·西尔克
  - 溫特沃思·米勒 饰 青年科尔曼·西尔克
- 妮可·基嫚 饰 福尼亚·法利
- 蓋瑞·辛尼茲 饰 内森·祖克曼
- 艾德·哈里斯 饰 莱斯特·法利
- 杰茜达·芭瑞特 饰 蒂娜·保尔森
- 咪咪·库兹克（英语：Mimi Kuzyk） 饰 德尔芬·鲁
- 克拉克·格雷格 饰 尼尔森·普里默斯
- 约翰·芬（英语：John Finn） 饰 路易·博雷罗
- 安娜·迪佛·史密斯（英语：Anna Deavere Smith） 饰 多萝西·西尔克
- 菲利斯·纽曼（英语：Phyllis Newman） 饰 艾瑞斯·西尔克
  - 米莉·阿维塔尔（英语：Mili Avital） 饰 青年艾瑞斯·西尔克
- 哈里·林尼科斯 饰 克拉伦斯·西尔克
- 汤姆·拉克（英语：Tom Rack） 饰 鲍勃·卡特
- 丽赞·米切尔（英语：Lizan Mitchell） 饰 厄内斯汀·西尔克
- 丹尼·布兰科-霍尔 饰 沃尔特·西尔克
- 凯莉·华盛顿 饰 艾莉
- 玛戈·马丁代尔 饰 心理医生

## 上映
电影在威尼斯电影节首映。在美国院线公映前，还在多倫多國際電影節、卑尔根国际电影节和好莱坞电影节上展映。

### 票房
该片在美国和加拿大获得了5,381,908美元的票房，国际票房为19,481,896美元，全球总票房达到24,863,304美元，而其制作预算为3000万美元。

## 榮譽
- 美国电影学会奖2003年度十佳电影（获奖）
- 华盛顿影评人协会奖最佳女配角（安娜·迪佛·史密斯，获奖）
- 黑盘奖电影类最佳女配角（史密斯，获奖）
- 黑盘奖电影类最佳男主角（温特沃斯·米勒，提名）
- 黑盘奖最佳突破表演（米勒，提名）

## 音樂
《人性污點》的配樂於2003年9月23日發行。
| 曲序     | 曲目                                       | 艺术家         | 时长  |
| -------- | ------------------------------------------ | -------------- | ----- |
| 1.       | Opening Credits                            | Rachel Portman | 3:11  |
| 2.       | Iris Dies/Library Coleman Waits for Faunia | Rachel Portman | 2:29  |
| 3.       | It's in the Mail/End Credits               | Rachel Portman | 7:03  |
| 4.       | The Two Urns/Father Dies                   | Rachel Portman | 2:31  |
| 5.       | Navy Recruiting                            | Rachel Portman | 1:01  |
| 6.       | Steena Rejects Coleman                     | Rachel Portman | 1:28  |
| 7.       | Audobon Society/The Crow                   | Rachel Portman | 2:35  |
| 8.       | Coleman's Funeral/Faunia Dances            | Rachel Portman | 1:14  |
| 9.       | The Accident                               | Rachel Portman | 2:46  |
| 10.      | You Think Like a Prisoner                  | Rachel Portman | 2:05  |
| 11.      | Frozen Lake                                | Rachel Portman | 1:36  |
| 12.      | It's in the Mail/End Credits (Rewrite)     | Rachel Portman | 7:03  |
| 总时长： | 总时长：                                   | 总时长：       | 35:02 |